# Rubus scambens
Rubus scambens är en rosväxtart som beskrevs av Liberty Hyde Bailey. Rubus scambens ingår i släktet rubusar, och familjen rosväxter. Inga underarter finns listade i Catalogue of Life.